# The Last of Us
The Last of Us – komputerowa, przygodowa gra akcji z elementami survival horroru wyprodukowana przez studio Naughty Dog, wydana przez Sony Computer Entertainment 14 czerwca 2013 roku na konsolę PlayStation 3. W lipcu 2014 roku wydano odświeżoną wersję na PlayStation 4 – The Last of Us Remastered, a we wrześniu 2022 remake na PlayStation 5 – The Last of Us Part I. W marcu 2023 remake wydano także na komputery osobiste.
Akcja gry toczy się głównie na przełomie 2033 i 2034 roku w postapokaliptycznych Stanach Zjednoczonych, dwadzieścia lat po wybuchu pandemii wywołanej przez fikcyjnego grzyba z rodzaju Cordyceps. Gracz wciela się w Joela Millera, przemytnika podejmującego się zadania eskortowania nastoletniej Ellie Williams do ludzi z grupy chcącej opracować lek uodporniający. Wydarzenia przedstawione są z perspektywy trzeciej osoby, gracz może używać broni palnej, improwizowanej lub skradać się, żeby zabić zarażone i zmutowane przez grzyba humanoidalne stworzenia, bądź ominąć wrogich ludzi, którzy zatracili człowieczeństwo i za wszelką cenę próbują przetrwać. W grze dostępny jest również tryb wieloosobowy, pozwalający maksymalnie ośmiu graczom brać udział w rozgrywkach kooperacyjnych bądź kompetytywnych.
Proces produkcji gry rozpoczął się w 2009, niedługo po premierze wcześniejszej Uncharted 2: Pośród złodziei. Po raz pierwszy w historii studio podzieliło się wówczas na dwa zespoły – jeden pracował nad Uncharted 3: Oszustwem Drake’a, a drugi nad nową marką, którą ostatecznie stało się The Last of Us. Głównym wątkiem gry jest relacja Joela i Ellie, do której dostosowano wszystkie pozostałe elementy. W dwójkę głównych bohaterów wcielają się Troy Baker i Ashley Johnson (zarówno użyczając im głosów, jak i odgrywając ich podczas sesji przechwytywania ruchu), którzy współpracowali z reżyserem i scenarzystą Neilem Druckmannem, mając wpływ na fabułę i osobowości swoich postaci. Muzyka została napisana i wykonana przez Gustava Santaolallę.
Grę zapowiedziano w grudniu 2011 roku, a po zapowiedzi była jedną z najbardziej wyczekiwanych premier na PlayStation 3. Po premierze zdobyła powszechne uznanie krytyków, chwalących narrację, rozgrywkę, oprawę wizualną, projekt dźwięku, ścieżkę dźwiękową, charakteryzację i przedstawienie postaci kobiecych. Uzyskała średnie oceny 95,04% i 95/100 w agregatorach GameRankings oraz Metacritic, dzięki czemu plasuje się w czołówce najlepiej ocenianych gier komputerowych w historii. Tytuł był wielokrotnie nazwany arcydziełem i uzyskał maksymalne oceny w recenzjach licznych magazynów i serwisów zajmujących się elektroniczną rozrywką. The Last of Us stała się jedną z najlepiej sprzedających się gier komputerowych w historii, w pierwszy weekend znajdując 1,3 mln nabywców, a do kwietnia 2018 ponad 17 mln. Zdobyło także liczne wyróżnienia końcoworoczne, w tym kilka tytułów gry roku przyznanych przez czasopisma i portale branżowe, krytyków i podczas ceremonii rozdania nagród. Jest uznawana za jedną z najlepszych gier komputerowych w historii.
Do gry wydano kilka dodatków, w tym jeden fabularny o podtytule Left Behind, na który składają się dwie oddzielne historie. Pierwsza rozgrywa się w trakcie wydarzeń z gry i opowiada historię Ellie szukającej lekarstw dla rannego Joela, a druga przedstawia ucieczkę ze szkoły wojskowej Ellie i Riley, w trakcie której doszło m.in. do ugryzienia Ellie. Sukces gry doprowadził do powstania franczyzy medialnej, w ramach której wydano komiks (2013), kontynuację (2020) oraz serial telewizyjny wyprodukowany dla HBO, a na premierę czeka gra planszowa.

## Fabuła
Źródło: The Last of Us Limited Edition Strategy Guide, The Gamer, The Review Geek
W roku 2013 Stany Zjednoczone ogarnia pandemia maczużnika (Cordyceps), zamieniającego ludzkich nosicieli w agresywne stworzenia nazywane „zarażonymi”. Joel Miller próbuje uciec z przedmieść objętego kwarantanną Austin w Teksasie wraz ze swoim bratem Tommym i córką Sarą. Podczas ucieczki dziewczynka zostaje postrzelona przez żołnierza i umiera w ramionach Joela.
Dwadzieścia lat później populacja ludzka jest zdziesiątkowana wskutek infekcji. Ludzie, którzy ocaleli, żyją w totalitarnych strefach kwarantanny, niezależnych osadach bądź wędrownych grupach, porzucając większość budynków i domostw. Joel wraz ze swoją partnerką w interesach Tess pracuje jako przemytnik w strefie kwarantanny w bostońskim North Endzie. Tropiąc czarnorynkowego handlarza bronią odkrywają, że sprzedał ich towar przedstawicielom Świetlików, paramilitarnej milicji przeciwstawiającej się władzom strefy. Ich przywódczyni, Marlene, obiecuje oddać im dwukrotność utraconego towaru, jeżeli zgodzą się przemycić nastoletnią Ellie do kryjówki organizacji w pobliżu strefy. W trasie napotykają rządowy patrol i odkrywają, że Ellie jest zarażona, a chociaż została ugryziona trzy tygodnie wcześniej, nie ma żadnych symptomów, podczas gdy standardowo przemiana zachodzi najpóźniej po dwóch dniach. Odporność Ellie może stanowić klucz do znalezienia lekarstwa. Kiedy docierają na miejsce spotkania odkrywają, że będące ich kontaktem świetliki zostały zabite, a na ich trop wpadli żołnierze. Tess wyjawia, że została ugryziona przez zarażonego; wierząc w możliwość stworzenia lekarstwa poświęca się, żeby Joel i Ellie mogli uciec. Mężczyzna postanawia odnaleźć Tommy’ego, będącego kiedyś świetlikiem, mając nadzieję, że pomoże mu w odnalezieniu reszty grupy.
Po dotarciu do Lincoln otrzymują pomoc od Billa, dłużnika Joela, który pomaga im zdobyć sprawny samochód. Po dotarciu do Pittsburgha wpadają w zasadzkę bandytów, niszcząc przy tym samochód. W mieście spotykają dwóch braci, Henry’ego i Sama, z którymi uciekają przed bandytami. Sam zostaje ugryziony, ale ukrywa to przed pozostałymi; kiedy atakuje Ellie, Henry zabija go i popełnia samobójstwo. Jesienią Joelowi i Ellie udaje dotrzeć się do Tommy’ego w pobliżu Jackson. Joel chce zostawić Ellie pod opieką swojego brata, jednak kiedy dziewczyna konfrontuje się z nim i wspomina o Sarze, postanawia podróżować z nią dalej. Tommy kieruje ich do enklawy Świetlików na Uniwersytecie Wschodniego Kolorado; dotarłszy na miejsce dowiadują się oni, że grupa przeniosła się do szpitala w Salt Lake City. Przed opuszczeniem uniwersytetu atakują ich bandyci, a Joel w trakcie ucieczki zostaje poważnie ranny.

Mapa wędrówki Joela i Ellie przez Stany Zjednoczone.

Zimą Ellie i Joel znajdują schronienie w górach. Stan mężczyzny coraz bardziej się pogarsza, podczas gdy Ellie desperacko próbuje go wyleczyć. Poszukując jedzenia dziewczyna spotyka Davida i Jamesa, mieszkańców pobliskiego miasteczka, oferujących lekarstwa w zamian za jedzenie. Kiedy wychodzi na jaw, że bandyci zabici przez Ellie i Joela na uniwersytecie należeli do grupy Davida, jego ludzie zaczynają polować na Ellie. Udaje jej się odciągnąć ich od Joela, ale zostaje przez nich pojmana. David chce, żeby dołączyła do jego społeczności kanibali, ta jednak odmawia i ucieka. Ellie konfrontuje się z mężczyzną i zabija go maczetą, co wywołuje u niej traumę. Odnajduje ją Joel, któremu udało się dojść do zdrowia i który pociesza ją przed wyruszeniem w dalszą drogę.
Wiosną docierają do Salt Lake City, gdzie podczas ucieczki przed zarażonymi zostają pojmani przez patrol Świetlików. W szpitalu Marlene wyjawia Joelowi, że ze względu na pasożytniczą naturę maczużnika do stworzenia szczepionki konieczne będzie usunięcie zainfekowanej części mózgu Ellie, co ją zabije. Joel, nie chcąc dopuścić do śmierci dziewczyny, przedziera się przez placówkę i dociera do sali operacyjnej; zabija chirurga mającego przeprowadzić operację i zabiera nieprzytomną Ellie. Uciekając zabija Marlene, żeby uniemożliwić Świetlikom pościg za nimi. Ellie odzyskuje przytomność przy wyjeździe z miasta; Joel okłamuje ją, że Świetliki znalazły więcej osób odpornych na infekcję, ale nie udało im się stworzyć lekarstwa, więc przestali próbować. Kiedy docierają do osady Tommy’ego Ellie zaczyna przejawiać oznaki syndromu KZ; pyta Joela, czy powiedział jej prawdę o Świetlikach, a ten przysięga, że tak.
Pomiędzy zranieniem Joela a spotkaniem Ellie z kanibalami osadzono fabułę dodatku Left Behind, w którym dziewczyna znajduje schronienie w nieczynnym centrum handlowym, rozpoczynając poszukiwania leków dla rannego towarzysza. Jednocześnie wspomina wydarzenia sprzed kilku miesięcy, kiedy wraz ze swoją przyjaciółką ze szkoły wojskowej, Riley Abel, zapuściła się do innego centrum handlowego, w którym zostały ugryzione przez zarażonych, co doprowadziło do śmierci Riley i ujawniło odporność Ellie na zarazę.

## Rozgrywka
The Last of Us jest przygodową grą akcji z perspektywą trzeciej osoby. Gracz przemierza postapokaliptyczne lokalizacje, takie jak miasteczka, budynki, lasy czy kanały, posuwając do przodu liniową historię. Z przeciwnikami – zarówno wrogo nastawionymi ludźmi, jak i stworzeniami zainfekowanymi maczużnikiem – walczyć można za pomocą broni palnej, broni improwizowanych lub wręcz, jak również wyeliminować ich po cichu. Zainfekowani występują w różnych stadiach zaawansowania choroby (m.in. biegacze, klikacze oraz purchlaki). Przez większość czasu gracz kontroluje Joela, który podejmuje się zadania eskortowania nastoletniej Ellie przez Stany Zjednoczone. W akcie „Zima” gracz przejmuje kontrolę nad Ellie, a w prologu na krótko nad córką Joela, Sarą.
W walce gracz może używać broni długodystansowej – karabinu, strzelby i łuku – oraz krótkodystansowej, jak pistolet, rewolwer czy obrzyn. Korzystać może też z broni do walki wręcz – rurek, desek czy kijów baseballowych – rozpadającej się po kilku uderzeniach, jak również rzucać butelkami albo cegłami w celu rozproszenia, ogłuszenia bądź zaatakowania przeciwnika. Broń można naprawiać i ulepszać przy warsztatach po znalezieniu w świecie gry odpowiednich narzędzi i zasobów. Wyposażenie, np. apteczki, prowizoryczne ostrza, koktajle Mołotowa, bomby dymne lub z gwoździami można albo znaleźć, albo wytworzyć przy użyciu zebranych surowców. Przedmioty tworzone są w czasie rzeczywistym gry; gdy Joel tworzy przedmiot, musi zdjąć plecak i wyjąć potrzebne mu materiały, będąc wówczas narażonym na ataki wrogów. Przy pomocy znalezionych suplementów gracz może podwyższyć zdrowie głównego bohatera, nauczyć go szybszego tworzenia przedmiotów, szybszego leczenia, większej celności przy strzelaniu oraz zwiększyć wielkość obszaru nasłuchiwania. Zdrowie zregenerować można poprzez znalezienie jedzenia bądź skorzystanie z apteczki.
Chociaż gracz może wdawać się w bezpośrednią walkę z przeciwnikami, możliwe jest również atakowanie ich z ukrycia albo przekradanie się obok nich, co pozwala uniknąć konfrontacji. „Tryb nasłuchiwania”, stanowiący odzwierciedlenie wytężonego nasłuchiwania i świadomości otoczenia, pozwala wykryć przeciwników i podświetlić ich zarysy, nawet jeżeli znajdują się za ścianą. W grze dostępny jest system osłon, za którymi postać może przykucnąć, żeby zyskać przewagę taktyczną w walce. Częste są momenty bez konieczności prowadzenia żadnych starć, w których postacie najczęściej rozmawiają ze sobą. Pojawiają się również proste zagadki środowiskowe, polegające np. na umożliwieniu nieumiejącej pływać Ellie przekroczenie zbiornika wodnego czy wykorzystaniu drabin albo kontenerów na śmieci, żeby dostać się w wyżej położone miejsca. Po drodze można zbierać przedmioty, takie jak listy, mapy czy komiksy, a następnie przeglądać je w menu plecaka.
System sztucznej inteligencji określa, jak wrogo nastawieni ludzie reagują na walkę. Jeżeli przeciwnik wykryje postać gracza, może schować się za osłoną albo wezwać wsparcie, jak również wykorzystać sytuację, kiedy gracz jest rozproszony, skończy mu się amunicja albo walczy z kimś wręcz. Towarzysze Joela, w tym Ellie, mogą wspomagać go w walce: bezpośrednio atakując przeciwników, rzucając w nich przedmiotami, żeby ich ogłuszyć, jak również informując bohaterów o pozycji wrogów niewidzianych przez gracza.
Po ukończeniu kampanii dla pojedynczego gracza na poziomie trudności łatwym, normalnym, lub trudnym istnieje możliwość rozpoczęcia kampanii w trybie nowej gry plus, z zachowaniem zgromadzonych przedmiotów oraz dotychczasowych ulepszeń postaci i broni. Odblokowany zostaje także nowy poziom trudności, „przetrwanie”, charakteryzujący się m.in. dwukrotnym zwiększeniem życia przeciwników i obrażeń, które zadają postaci gracza, brakiem trybu nasłuchiwania, zmniejszeniem liczby amunicji, przedmiotów, suplementów i części możliwych do znalezienia w trakcie gry oraz wyłączeniem wskazówek w trakcie skradania i walki wręcz. Wraz z ostatnim rozszerzeniem wprowadzono jeszcze trudniejszy poziom, „brutalna rzeczywistość”.

### Gra wieloosobowa
Moduł wieloosobowy, „Frakcje”, pozwala na rozgrywkę maksymalnie ośmiu graczy na przerobionych mapach z kampanii fabularnej. Zagrać można w jednym z trzech trybów. „Walka o zapasy” i „Ocaleni” są drużynowymi deathmatchami, przy czym w drugim z nich niemożliwe jest odradzanie się. „Przesłuchanie” polega na odnalezieniu skrytki wrogiej drużyny, a wygrywa ta, która zdobędzie ją jako pierwsza. W każdym z trybów gracz wybiera, czy wcielić się w łowcę, czy w świetlika, i stara się zachować swój klan przy życiu poprzez gromadzenie zasobów i eliminowanie przeciwników. Każdy rozegrany mecz to jeden dzień; po przetrwaniu dwunastu „tygodni” historia kończy się, a gracz może ponownie wybrać frakcję.
Za zabijanie albo oznaczanie przeciwników, cucenie sojuszników, wytwarzanie przedmiotów i zdobywanie wrogich skrytek gracz otrzymuje „części”, które w trakcie meczu może przeznaczyć na ulepszanie broni i pancerza. Po zakończeniu meczu zamieniane są one na zapasy, których dodatkowe ilości można zdobyć przeszukując ciała wrogów. Podczas rozgrywki gracze zdobywają również punkty, które mogą przeznaczać na bronie albo umiejętności w celu stworzenia preferowanych klas. Pierwotnie możliwe było połączenie trybu wieloosobowego z kontem na Facebooku, co zmieniało nazwy i awatary członków klanu na imiona i zdjęcia znajomych. Wygląd postaci można zmieniać poprzez czapki, hełmy, maski i emblematy. Serwery „Frakcji” w wersji na PlayStation 3 zostały wyłączone 3 września 2019.

## Produkcja
Naughty Dog rozpoczęło produkcję The Last of Us w 2009, niedługo po premierze Uncharted 2: Pośród złodziei. Po raz pierwszy w historii studio podzieliło się wówczas na dwa zespoły – jeden pracował nad Uncharted 3: Oszustwem Drake’a (2011), a drugi nad nową marką. Drugim zespołem kierowali reżyser Bruce Straley oraz scenarzysta i dyrektor kreatywny Neil Druckmann.
Na studiach Druckmann wpadł na pomysł połączenia rozgrywki z gry komputerowej Ico (2001) z historią osadzoną podczas apokalipsy zombie w stylu Nocy żywych trupów (1968) George’a A. Romera, gdzie główny bohater miał być postacią podobną do Johna Hartigana z serii komiksów Sin City (1991–2000). Miałby to być policjant, któremu przydzielone zostaje zadanie ochrony młodej dziewczyny, ale ze względu na problemy z sercem głównego bohatera gracze często wcielaliby się w jego protegowaną, co odwracałoby role. Pomysł ten został rozwinięty przez Druckmanna podczas prac nad scenariuszem do The Last of Us. Według scenarzysty jest to historia o wchodzeniu w dorosłość, w której Ellie spędzając czas z Joelem uczy się przetrwania, a zarazem o tym, ile ojciec gotowy jest poświęcić, żeby uratować swoje dziecko.
Ważną rolę odgrywa motyw „życie toczy się dalej”. Najbardziej obrazowo zostaje on przedstawiony w scenie, w której bohaterowie natrafiają na stado żyraf, które po upadku ludzkości uciekły z zoo i żyją w ruinach ich dawnych miast. Grafik koncepcyjny John Sweeney wyjaśnił, że scena ta miała „na nowo rozpalić chęć do życia” w Ellie, cierpiącej na zespół stresu pourazowego po konfrontacji z Davidem. Inspirację dla zarażonych twórcy zaczerpnęli z fragmentu przyrodniczego BBC Planeta Ziemia (2006) poświęconego pasożytniczym grzybom Cordyceps. Chociaż grzyb infekuje głównie insekty, przejmując kontrolę nad ich funkcjami motorycznymi i zmuszając je do dalszego jego rozprzestrzeniania, w grze jest on zdolny zarazić ludzi, wywołując pandemię, która doprowadziła do upadku ludzkości.

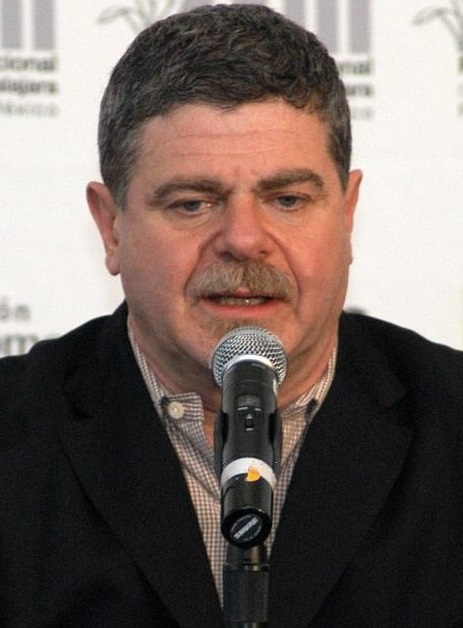
Muzykę do The Last of Us napisał argentyński kompozytor Gustavo Santaolalla

Głównym wątkiem gry jest relacja Joela i Ellie, do której dostosowane zostały wszystkie pozostałe elementy. W Joela i Ellie wcielili się Troy Baker i Ashley Johnson (zarówno użyczając im głosów, jak i odgrywając postacie podczas sesji przechwytywania ruchu). Baker i Johnson mieli bezpośredni wpływ na rozwój odgrywanych przez siebie postaci, przykładowo Baker przekonał Druckmanna, że Joel powinien dbać o Tess ze względu na swoją samotność, a Johnson – że Ellie powinna być postacią silniejszą i lepiej umiejącą o siebie zadbać. Po pierwszych zapowiedziach gry wiele osób uznało, że Ellie jest podobna do Elliota Page’a, wobec czego jej wygląd zmieniono, żeby wyglądała młodziej i lepiej pasowała do osobowości Johnson. Zmiany wprowadzono również w przypadku innych postaci. Tess miała być początkowo główną antagonistką, ale twórcy uznali, że trudno jest uwierzyć w jej motywację. Seksualność Billa pierwotnie była niejednoznaczna, w scenariuszu wprowadzono jednak zmiany, żeby jednoznacznie określić, że jest on gejem.
Muzykę do The Last of Us skomponował znany głównie z minimalizmu Gustavo Santaolalla, z którym twórcy skontaktowali się już na wczesnym etapie prac. W grze pojawiają się również kompozycje Andrew Buresha, Anthony’ego Carusa i Jonathana Mayera. Żeby oddać poczucie zagrożenia i niewinności, Santaolalla użył różnych instrumentów, w tym takich, z którymi nie miał wcześniej styczności. Minimalistyczne podejście zastosowano również w przypadku dźwięku i scenografii. Jednym z pierwszych zadań, jakie otrzymali twórcy, było stworzenie dźwięków wydawanych przez zarażonych. Eksperymentowali z różnymi dźwiękami, żeby otrzymać możliwie najlepsze efekty. Dźwięki wydawane przez klikaczy stworzono na podstawie „skrzeczenia” aktorki głosowej Misty Lee. Dyrektorzy artystyczni inspirowali się różnymi źródłami, w tym fotografiami Roberta Polidoriego wykonanymi po huraganie Katrina, które stały się podstawą do zaprojektowania zalanych obszarów Pittsburgha. Dział artystyczny często wykłócał się odnośnie do rzeczy, które chciałby umieścić w grze, z mającą odmienne koncepcje resztą zespołu. Ostatecznie wypracowano kompromis pomiędzy prostotą a szczegółowością; Straley i Druckmann optowali za tą pierwszą opcją, a artyści za drugą. Sekwencję tytułową stworzyło Sony San Diego Studio, również należące do Sony.
Projektant Ricky Cambier jako inspirację dla The Last of Us wymienia gry komputerowe jak Ico i Resident Evil 4 (2005), dodając, że emocjonalny ciężar relacji Joela i Ellie musiał zostać odpowiednio zbalansowany ze światem przedstawionym. Jak stwierdził, twórcy chcieli połączyć ze sobą „postacie i budowanie interakcji pomiędzy nimi” obecne w Ico z „napięciem i akcją” charakteryzującymi Resident Evil 4. Żeby zrealizować założenia gry, zespół rozbudował swój silnik, którego wcześniej użyto w Uncharted 3: Oszustwo Drake’a. Dzięki ulepszeniom silnik pozwalał na tworzenie bardziej otwartych poziomów porośniętych roślinami. Dodano do niego m.in. nową sztuczną inteligencję współpracującą z postacią gracza. Zmieniono także silnik odpowiedzialny za oświetlenie, wprowadzając miękkie światło, dzięki czemu promienie słońca prześwitują przez określone obiekty i odbijają się od powierzchni. Dużym wyzwaniem okazało się zaprojektowanie rozgrywki, której każdy aspekt był wnikliwie analizowany przez zespół. Podczas produkcji wielokrotnie zmieniano projekt interfejsu użytkownika.

### Zwiastuny
29 listopada 2011 roku Sony wypuściło do internetu krótki film prezentujący tłumy ludzi w maskach uciekających w panice i ścierających się ze służbami porządkowymi na tle zniszczonych ulic. Film nie ujawniał, kto jest odpowiedzialny za jego produkcję i jakie studio zajmie się tworzeniem gry, na końcu umieszczono jedynie słowa „The Last of Us”. Grę o takim tytule zapowiedziano oficjalnie 10 grudnia 2011 podczas gali rozdania Spike Video Game Awards, prezentując wtedy pierwszy zwiastun, przedstawiający zainfekowanych atakujących Ellie i Joela oraz częściowo zarośnięty już świat przedstawiony. Po ogłoszeniu gra stała się bardzo wyczekiwana, co dziennikarze przypisali dobrej reputacji Naughty Dog wśród graczy.
16 maja 2012 roku opublikowano drugi zwiastun, The Truck Ambush Trailer, przedstawiający zasadzkę, w jaką bohaterowie wpadają po dotarciu do Pittsburgh. Jako jego tło muzyczne wykorzystano piosenkę Hanka Williamsa „Alone and Forsaken”. 5 czerwca 2012 roku na targach E3 udostępniono pierwszy materiał prezentujący rozgrywkę, przedstawiający postacie eksplorujące miasto i walczące z przeciwnikami przy użyciu broni, koktajli Mołotowa oraz przypadkowych elementów otoczenia.
14 lipca 2012 roku na konwencie Comic-Con 2012 w San Diego zaprezentowano zwiastun przedstawiający bohaterów uciekających do schronienia Billa. 7 grudnia 2012 roku podczas gali Video Game Awards 2012 ukazał się zwiastun prezentujący Tess oraz ujawniający datę premiery, wyznaczoną na 7 maja 2013. 14 lutego 2013 premierę przesunięto na 14 czerwca 2013 roku, co argumentowano chęcią maksymalnego dopracowania gry. 16 maja 2013 roku twórcy ogłosili, że zakończyli prace nad grą i rozpoczęto produkcję nośników z nią. 1 czerwca 2013 roku wersję demonstracyjną The Last of Us udostępniono posiadaczom God of War: Wstąpienia. Żeby zachęcić graczy do zakupu w przedsprzedaży studio nawiązało współpracę z kilkoma sieciami handlowymi, oferując kilka edycji specjalnych z dodatkową zawartością.

### Zawartość dodatkowa
Po premierze gra wspierana była przez zawartość do pobrania (DLC). Przepustka sezonowa zapewniała dostęp do wszystkich DLC, dodatkowych umiejętności oraz udostępnionego w lutym 2014 filmu dokumentalnego Uziemieni, przedstawiającego proces powstawania The Last of Us. Dwa zestawy dodatków stanowiły zawartość bonusową do edycji specjalnych. Sights and Sounds Pack zawierał ścieżkę dźwiękową, dynamiczny motyw ekranu tytułowego PlayStation 3 i dwa awatary użytkownika, z kolei Survival Pack dodatkowe skórki dla postaci po ukończeniu kampanii fabularnej, dodatkową walutę i punkty doświadczenia oraz wczesny dostęp do możliwości dostosowywania przedmiotów w trybie wieloosobowym. Wydany 15 października 2013 Abandoned Territories Map Pack wprowadzał do gry wieloosobowej cztery mapy z podstawowej wersji gry, a Nightmare Bundle (5 listopada 2013) zestaw przedmiotów kosmetycznych.
14 lutego 2014 wydano dodatek fabularny The Last of Us: Left Behind przedstawiający dwie oddzielne historie – jedna rozgrywa się po prologu gry, a druga przed rozpoczęciem aktu „Zima”. W obu ważnym wątkiem jest relacja Ellie z jej przyjaciółką Riley. 12 maja 2015 Left Behind wydano jako samodzielną grę. 6 maja 2014 wydano trzeci pakiet, zawierający pięć osobnych DLC: Grounded dodawał nowy tryb trudności; Reclaimed Territories Map Pack nowe mapy do gry wieloosobowej; Professional Survival Skills Bundle i Situational Survival Skills Bundle osiem nowych umiejętności do gry wieloosobowej, a Survivalist Weapon Bundle cztery nowe bronie. 15 sierpnia 2014 wydano Grit and Gear Bundle zawierający nowe przedmioty i gesty. Reedycja Game of the Year Edition, wydana w Europie 11 listopada 2014, zawierała całą udostępnioną wcześniej zawartość dodatkową.

### Remaster i remake
9 kwietnia 2014 Sony zapowiedziało The Last of Us Remastered, odświeżoną wersję gry przeznaczoną na PlayStation 4, która trafiła do sprzedaży w sierpniu tego samego roku. Remastered wykorzystuje panel dotykowy kontrolera DualShock 4 do przeglądania przedmiotów w ekwipunku, zaś jego pasek świetlny – zmieniając kolor na zielony, pomarańczowy albo czerwony – sygnalizuje stan zdrowia postaci. Znajdowane w świecie gry zapisy dźwiękowe mogą być odtwarzane przez wbudowany w kontroler głośnik, podczas gdy wersja na PlayStation 3 wymuszała na graczu pozostanie w menu, kiedy odtwarzano nagrania. Tryb fotograficzny pozwala zapauzować grę i swobodnie obracać kamerą, żeby zrobić zdjęcia. Z poziomu menu głównego można odtworzyć wszystkie przerywniki filmowe, a dodatkowo włączyć w nich komentarz Druckmanna, Bakera i Johnson. Na potrzeby Remastered usprawniono oprawę graficzną oraz postprocesy, m.in. zwiększając odległość rysowania obiektów i klatkaż oraz dodając zaawansowane opcje dźwiękowe. W Remastered dodano udostępnioną wcześniej zawartość do pobrania, w tym Left Behind i niektóre z map do trybu wieloosobowego. Celem zespołu było stworzenie „prawdziwego remasteru”, który zachowałby „sens doświadczenia”.
We wrześniu 2022 na PlayStation 5 wydano remake, The Last of Us Part I, który w marcu 2023 trafi również na komputery osobiste z systemem operacyjnym Windows. Charakteryzuje się on zmianami w rozgrywce i sterowaniu, ulepszoną wydajnością i efektami oświetlenia oraz nowymi opcjami przystępności. Wersja na PlayStation 5 wspiera dźwięk 3D, haptyczne wibracje i stawiające opór przy wciskaniu spusty kontrolera DualSense. Pracami nad Part I kierowali reżyser Matthew Gallant i dyrektor kreatywny Shaun Escayg. Gra została całkowicie przebudowana, żeby wykorzystać możliwości sprzętowe PlayStation 5, co wymagało stworzenia nowych scenografii, animacji i modeli postaci, poprawki graficzne i techniczne miały jednak pozostać wierne duchowi oryginału i zamysłom jego twórców. Escayg chciał, żeby każdy element sprawiał, że gracz poczuje się zanurzony w świecie gry. Gallant współpracował ze specjalistami z Descriptive Video Works w celu nagrania audiodeskrypcji do wszystkich przerywników filmowych. Jednym z celów oryginalnej gry było podkreślenie piękna świata, co udało się wzmocnić w remake’u dzięki większym możliwościom sprzętowym PlayStation 5. Początkowe reakcje na informacje o Part I były mieszane. Część dziennikarzy i graczy uznała, że jest on niepotrzebny, ponieważ gra nie jest aż tak stara, żeby potrzebowała remake’u, a dodatkowo w sprzedaży znajdowało się już Remastered. Kwestionowano również sprzedawanie odświeżonej wersji dziewięcioletniej gry w cenie 70 dolarów. Po premierze Part I spotkała się jednak z pozytywnym odzewem ze strony krytyków, chwalących usprawnienia graficzne, ulepszoną mimikę postaci i sztuczną inteligencję przeciwników oraz postaci, jak również wprowadzenie nowych opcji przystępności i funkcjonalności kontrolera. Z mieszanym odbiorem spotkały się rozgrywka i projekt poziomów, ze względu na niedostosowanie ich z niektórych aspektach do tych z kontynuacji, na silniku której remake powstał.

## Ścieżka dźwiękowa
Ścieżkę dźwiękową do The Last of Us skomponował argentyński kompozytor Gustavo Santaolalla.
| Oryginalny soundtrack – 2013 | Oryginalny soundtrack – 2013           | Oryginalny soundtrack – 2013 |
| Nr                           | Tytuł utworu                           | Długość                      |
| ---------------------------- | -------------------------------------- | ---------------------------- |
| 1.                           | „The Quarantine Zone (20 years later)” | 3:40                         |
| 2.                           | „The Hour”                             | 1:01                         |
| 3.                           | „The Last of Us”                       | 3:03                         |
| 4.                           | „Forgotten Memories”                   | 1:07                         |
| 5.                           | „The Outbreak”                         | 1:31                         |
| 6.                           | „Vanishing Grace”                      | 2:06                         |
| 7.                           | „The Hunters”                          | 1:59                         |
| 8.                           | „All Gone”                             | 1:13                         |
| 9.                           | „Vanishing Grace (innocence)”          | 0:55                         |
| 10.                          | „By Any Means”                         | 1:53                         |
| 11.                          | „The Choice”                           | 1:42                         |
| 12.                          | „Smugglers”                            | 1:38                         |
| 13.                          | „The Last of Us (never again)”         | 1:01                         |
| 14.                          | „The Last of Us (goodnight)”           | 0:50                         |
| 15.                          | „I Know What You Are”                  | 1:21                         |
| 16.                          | „Home”                                 | 3:07                         |
| 17.                          | „Infected”                             | 1:16                         |
| 18.                          | „All Gone (aftermath)”                 | 1:04                         |
| 19.                          | „The Last of Us (a new dawn)”          | 2:28                         |
| 20.                          | „All Gone (no escape)”                 | 2:54                         |
| 21.                          | „Vanishing Grace (childhood)”          | 1:41                         |
| 22.                          | „The Path”                             | 1:28                         |
| 23.                          | „All Gone (alone)”                     | 1:22                         |
| 24.                          | „Blackout”                             | 1:38                         |
| 25.                          | „The Way It Was”                       | 1:31                         |
| 26.                          | „Breathless”                           | 1:24                         |
| 27.                          | „The Last of Us (you and me)”          | 2:08                         |
| 28.                          | „All Gone (the outside)”               | 1:57                         |
| 29.                          | „The Path (a new beginning)”           | 2:47                         |
| 30.                          | „Returning”                            | 3:35                         |
|                              |                                        | 55:20                        |

## Wydanie
Premiera gry The Last of Us odbyła się 14 czerwca 2013 roku w Stanach Zjednoczonych i Europie oraz 20 czerwca 2013 roku w Japonii. Europejskie wydanie gry jest ocenzurowane – zmniejszono w nim poziom brutalności produkcji poprzez usunięcie animacji odrąbywania kończyn i głów w trybie rozrywki wieloosobowej oraz zmniejszenie ilości krwi pojawiającej się przy denatach.

### Edycje
- Źródło: IGN[113]

W Europie zostały wydane dwie edycje kolekcjonerskie gry The Last of Us.
- Edycja Joel zawiera: miniartbook The Last of Us, pierwszy komiks z serii The Last of Us: American Dream przedstawiający historię Ellie, plakat gry przedstawiający postać Joela, naklejkę na kontroler PlayStation 3 z postacią Joela, pakiet Przetrwanie, premie oraz skórki Joela i Ellie do trybu wieloosobowego, oficjalną ścieżkę dźwiękową z gry skomponowaną przez Gustavo Santaolallę, dynamiczny motyw dla PlayStation 3 oraz awatary Joela i Ellie, kupon z kodem umożliwiającym pobranie skórki Joela dla Sackboya z LittleBigPlanet.
- Edycja Ellie zawiera: miniartbook The Last of Us, pierwszy komiks z serii The Last of Us: American Dream przedstawiający historię Ellie, plakat gry przedstawiający postać Ellie, naklejkę na kontroler PlayStation 3 z postacią Ellie, pakiet Przetrwanie, premie oraz skórki Ellie i Joela do trybu wieloosobowego, oficjalną ścieżkę dźwiękową z gry skomponowaną przez Gustavo Santaolallę, dynamiczny motyw dla PlayStation 3 oraz awatary Ellie i Joela, kupon z kodem umożliwiającym pobranie skórki Ellie dla Sackboya z LittleBigPlanet.

Obie edycje zostały zapakowane w płócienne okrycia.
Natomiast w Stanach Zjednoczonych zostały wydane dwie inne edcyje kolekcjonerskie.
- The Last of Us Survival Edition zawiera duży artbook (170 stron) w twardej oprawie autorstwa Dark Horse, przedstawiający historię artystycznego rozwoju produkcji, steelbook, czyli metalowe pudełko na grę z podobizną Ellie z jednej, a Joela z drugiej strony, pakiet Przetrwanie, premie oraz skórki Joela i Ellie do trybu wieloosobowego, oficjalną ścieżkę dźwiękową, pierwszy komiks z serii The Last of Us: American Dream, specjalne pudełko na cały zestaw.
- Post-Pandemic Edition limitowana, dostępna tylko w sieci sklepów GameStop, zawiera steelbook The Last of Us oraz komiks American Dream, 12-calową figurkę Joela I Ellie, przygotowaną przez Project Triforce, premie oraz skórki Ellie i Joela do trybu wieloosobowego, oficjalną ścieżkę dźwiękową i duże pudełko na zestaw.

## Odbiór

### Wersja oryginalna
Według agregatora recenzji Metacritic The Last of Us spotkało się z „powszechnym uznaniem” krytyków, będąc piątą najwyżej ocenianą grą na PlayStation 3. Recenzenci chwalili rozwój postaci, historię, projekt wizualny i dźwięku oraz przedstawienie postaci kobiecych i nieheteronormatywnych. Uznawana jest za jedną z najbardziej znaczących gier siódmej generacji i za jedną z najlepszych w historii. Colin Moriarty z IGN-u stwierdził, że The Last of Us jest „majstersztykiem” i „najlepszą grą na wyłączność na PlayStation 3”, z kolei recenzent „Edge”, że jest to „najbardziej porywająca, oddziałująca na emocje epicka opowieść oparta na fabule” w siódmej generacji. Oli Welsh z Eurogamera uznał grę za „promyk nadziei” dla gatunku survival horrorów, a Andy Kelly z „Computer and Video Games” za „szczytowe osiągnięcie Naughty Dog”.
Dwa tygodnie przed premierą The Last of Us serwis Empire opublikował pierwszą recenzję gry, wystawiając jej ocenę 5/5. Tekst został opublikowany przez przypadek przedwcześnie i szybko go usunięto ze strony. Recenzent stwierdził, że dzieło Naughty Dog jest nie tylko najlepszą grą w dorobku studia, ale też murowanym kandydatem do miana najlepszej gry ówczesnej generacji konsol, oraz że może okazać się Obywatelem Kane’em gier komputerowych – arcydziełem, które gracze będą wspominać przez kolejne dekady.
Kelly uznał historię za „zapadającą w pamięć”, a Moriarty za jedną z cech najbardziej wyróżniających The Last of Us. David Meikleham z „PlayStation Official Magazine” napisał, że jej tempo przyczyniło się do tego, że jest taka dobra, dając „realistyczne poczucie upływającego czasu i długiej podróży oraz każdego jej kroku”, zaś Jim Sterling z Destructoidu doceniłu momenty pełne napięcia. Richard Mitchell z portalu Joystiq stwierdził, że narracja pomogła w rozwinięciu relacji pomiędzy postaciami.
Postacie, zwłaszcza relacja pomiędzy Joelem a Ellie, spotkały się z powszechnym uznaniem. Matt Helgeson z „Game Informera” napisał, że można się z nią utożsamiać i jest „wzruszająca” oraz „dobrze nakreślona”. Welsh uważał, że postacie zostały napisane „z ogromną cierpliwością i umiejętnością”, doceniając ich wartość emocjonalną, z kolei Mitchell uznał relację za „szczerą” i emocjonalną. Meikleham nazwał Joela i Ellie najlepszymi postaciami z jakiejkolwiek gry wydanej na PlayStation 3, a Moriarty kwintesencją gry. Kelly określił, że są one „bogato nakreślone”, a ich historie interesują gracza. Philip Kollar z Polygonu uznał, że Ellie jest wiarygodna, dzięki czemu łatwiej nawiązać z nią poczucie więzi, a opcjonalne rozmowy dodatkowe pomiędzy postaciami jeszcze bardziej przyczyniają się do utrwalenia ich relacji. Chwalono także kreacje aktorskie, na czym według recenzentów „Edge” i Eurogamera zyskał scenariusz.
Wielu recenzentów stwierdziło, że walka, w porównaniu z innymi grami komputerowymi, jest odświeżającym doświadczeniem. Helgeson docenił, że postacie podczas walk są podatne, a Kelly różnorodność, z jaką można do starć podejść. Moriarty uznał, że system wytwarzania przedmiotów pomaga w walce, ta z kolei emocjonalności narracji, sprawiając, że wrogowie wydają się „ludzcy”. Mitchell wypowiedział się w podobnym tonie. Welsh stwierdził, że starcia pełne napięcia i zagrożenia są wartością dodaną do rozgrywki. Tom McShea z GameSpotu uznał, że sztuczna inteligencja negatywnie wpływa na walkę, ponieważ przeciwnicy często ignorują towarzyszy grywalnej postaci. Kollar uznał ją za niesprawiedliwą, zwłaszcza podczas starć z zarażonymi, zwracając także uwagę na pewne nieścisłości SI, co „burzy klimatyczność” postaci.
Często komentowanym aspektem gry była jej oprawa wizualna. Kelly uznał scenografię za „wybitną”, a Welsh za „wywołującą szczękopad”. McShea z kolei stwierdził, że sposób, w jaki przedstawiono postapokaliptyczny świat, jest „przyziemny”, widziany wcześniej już wielokrotnie w innych utworach popkultury. Grafikę często wskazywano jako najlepszą w jakiejkolwiek grze wydanej na PlayStation 3; Helgeson stwierdził, że „inne gry nie mają do niej startu”, a Moriarty, że nadaje ona całości realizmu. Sterling napisału, że chociaż pod względem wizualnym The Last of Us jest imponujące, to niedociągnięcia techniczne, takie jak „ciemne i nieciekawe” tekstury w początkowych etapach, w ogólnym rozrachunku pozostawiają negatywne wrażenie o tym aspekcie gry.
Świat i środowiska, w jakich umieszczone zostają postacie, także były chwalone przez recenzentów. Kelly uznał, że są one „wielkie, szczegółowe i pełne tajemnic”, dzięki czemu skutecznie udaje im się „zamaskować” liniowość gry. W podobnym tonie wypowiedział się recenzent „Edge”, dodając, że projekt poziomów skutecznie wspomaga opowiadaną historię. Helgeson napisał, że świat przedstawiony „umiejętnie i wspaniale oddaje samotność” opowieści. Moriarty docenił możliwe do znalezienia w grze przedmioty rozbudowujące wiedzę o nim, takie jak notatki czy listy. O prawdopodobieństwie zainfekowania ludzi przez maczużnika na łamach „Scientific American” wypowiedział się Kyle Hill.
Recenzenci wypowiadali się pozytywnie na temat dźwięku. W opinii Welsha jego projekt był zauważalnie lepszy niż w innych grach komputerowych, z kolei Helgeson nazwał go „niesamowitym”. McShea uznał, że pozytywnie wpływa on na rozgrywkę, zwłaszcza w kwestii ukrywania się przed wrogami. W podobnym tonie wypowiedział się Kelly, dodając, że ścieżka dźwiękowa Gustava Santaolalli była „oszczędna i subtelna”. Recenzenci „Game Informera” i Destructoidu uznali ją za „zapadającą w pamięć”, Sterling dodatkowo stwierdziłu, że uzupełnia ona rozgrywkę.
Krytycy zachwalali także długi czas gry oraz rozgrywkę wieloosobową. Docenili zarówno oryginalny angielski dubbing, jak i polską lokalizację. Pojedynczy krytycy doszukali się wad w produkcji. Dostrzegli oni drobne błędy techniczne, czy problemy z polską wersją językową. Niektórzy krytykowali także grę za małe zróżnicowanie przeciwników, sztuczną inteligencję lub przewidywalną fabułę.
Szczególnie często komentowanym aspektem było obrazowe przedstawienie przemocy. Ben Gilbert z Engadgetu uznał, że bezustanne skupienie na walce stanowi „zło konieczne, żeby krusi bohaterowie mogli dotrzeć bezpiecznie tam, dokąd zmierzają”, nie zaś sposób na osiągnięcie celów. Kirk Hamilton z Kotaku napisał, że przemoc była „mocna, mająca znaczenie i niezbędna”, nie bezpodstawna. John Agnello z USgamera stwierdził, że gra na każdym kroku podkreśla negatywne skutki stosowania przemocy, celowo sprawiając, żeby gracze czuli się niekomfortowo podczas brutalnych starć. Dodał, że śmierci przedstawione w grze nie są niepotrzebne albo nieuzasadnione, co sprawia, że opowiadana historia wywiera silniejsze wrażenie. Kelly napisał, że pomimo „niesamowicie brutalnej” walki przemoc nigdy nie wydaje się niepotrzebna; podobnie wypowiedział się Welsh, mówiąc, że nie jest „znieczulona albo bezmyślna”. Helgeson zauważył, że prowadzi ona do tego, że bohaterowie zaczynają zastanawiać się nad moralnością podejmowanych przez siebie wyborów. Mitchell uznał, że „została zaprojektowana tak, żeby była niekomfortowa”, co sprawia, że Joel jest jeszcze lepszą postacią. Keith Stuart z „The Guardian” przed premierą gry zaopiniował, że tolerancja dla przemocy zależy od tego, w jakim zostanie użyta kontekście.
Wielu recenzentów odnosiło się do tego, jak przedstawiono postacie kobiece. Jason Killingsworth z „Edge” chwalił grę za to, że nie są seksualizowane, stwierdzając, że „oferuje ona odświeżającą odtrutkę na seksizm i regresywne stereotypy płciowe obecne w większości wysokobudżetowych gier komputerowych”. Ellie Gibson z Eurogamera chwaliła Ellie, która „czasami jest silna, czasami bezbronna, ale nigdy nie jest stereotypowa”, a chociaż początkowo zostaje przedstawiona jako „dama w opałach”, koncept ten szybko zostaje odwrócony. Carolyn Petit z GameSpotu uznała postacie kobiece za moralnie rozdarte i współczujące, stwierdziła jednak, że płeć w grach komputerowych powinna być oceniana „na podstawie ich własnych zasług, a nie w porównaniu do innych tytułów”. Chris Suellentrop z „The New York Timesa” przyznał, że Ellie jest dającą się lubić, „czasami potężną” postacią, zaznaczając, że gra „tak naprawdę jest historią Joela”, a tym samym „kolejną stworzoną przez mężczyzn, dla mężczyzn i o mężczyznach”. The Last of Us chwalono również za sposób, w jaki przedstawiono postacie nieheteronormatywne. Sam Einhorn z GayGamer.net stwierdził, że określenie orientacji seksualnej Billa „wzbogaciło tę postać bez uciekania się do tokenizmu”. Amerykańska organizacja GLAAD uznała Billa za „najbardziej intrygującą nową postać LGBT 2013 roku”, nazywając go „mającym wiele wad, ale bardzo wyjątkowym”. Z pozytywną reakcją spotkał się również pocałunek Ellie i Riley w Left Behind.

### Remastered
Podobnie jak pierwowzór, The Last of Us Remastered spotkało się z „powszechnym uznaniem” recenzentów. Według Metacritic jest to trzecia najwyżej oceniana gra na PlayStation 4, ex aequo z Personą 5 Royal, a za Grand Theft Auto V (2013) i Red Dead Redemption II (2018).
Pozytywnie oceniono usprawnioną oprawę graficzną. Moriarty z IGN-u stwierdził, że jej jakość stanowi poprawę względem wersji podstawowej, nawet pomimo tego, że była ona „najpiękniejszą grą, jaką widział na jakiejkolwiek konsoli”. David Houghton z GamesRadaru wypowiedział się podobnie, stwierdzając, że oprawa „powoduje opad szczęki”. VideoGamer.com podkreślał wielokrotnie poprawę graficzną względem oryginału, chwaląc przede wszystkim zwiększony zasięg rysowania obiektów i oświetlenie. Liam Martin z Digital Spy również stwierdził, że system oświetlenia wpływa na polepszenie rozgrywki, dzięki czemu gra „sprawia wrażenie jeszcze niebezpieczniejszej”. Tim Turi z „Game Informera” napisał, że Remastered „zapiera dech w piersiach bardziej” niż The Last of Us. Matt Swider z TechRadaru docenił pomniejsze zmiany i poprawki techniczne. W opinii Jacka Flaminga z „The Independent” wizualne niedociągnięcia w remasterze zostały jeszcze bardziej uwypuklone, tym niemniej o zmianach graficznych wypowiedział się pozytywnie.
Wielu recenzentów doceniło usprawnienia techniczne, jak zwiększona liczba klatek na sekundę, uznając je za pożądany dodatek. Turi uznał, że dzięki temu remaster znacząco przebija oryginał. Sterling, piszącu już dla „The Escapist”, również doceniłu tę zmianę, uznając, że wersja na PlayStation 3 w tym względzie była „znacznie słabszym doświadczeniem”. Moriarty przyznał, że chociaż początkowo nie mógł się przyzwyczaić do tej zmiany, z czasem ją docenił. Tom Hoggins z „The Daily Telegraph” wypowiedział się w podobnym tonie, czując, że zwiększony klatkaż podbił intensywność rozgrywki. Kollar docenił ulepszone tekstury i krótsze czasy ładowania.
Z uznaniem spotkało się również dodanie trybu fotograficznego. Swider uznał go za wyróżniającą się funkcję, zaś Moriarty docenił możliwość zrobienia „wspaniałych” zdjęć do wykorzystania w przyszłości. Chwalono również dostosowanie sterowania do możliwości kontrolera DualShock 4. Według Swidera dodatkowe możliwości sterowania sprawiają, że gra się lepiej, zaś Martin uznał, że usprawniają one walkę i „zwiększają poczucie immersji”. Recenzenci docenili także uwzględnienie zawartości dodatkowej i komentarzy dźwiękowych. Sterling uznał, że dzięki takim funkcjonalnościom Remastered jest „ostateczną wersją gry”.

### Nagrody i wyróżnienia

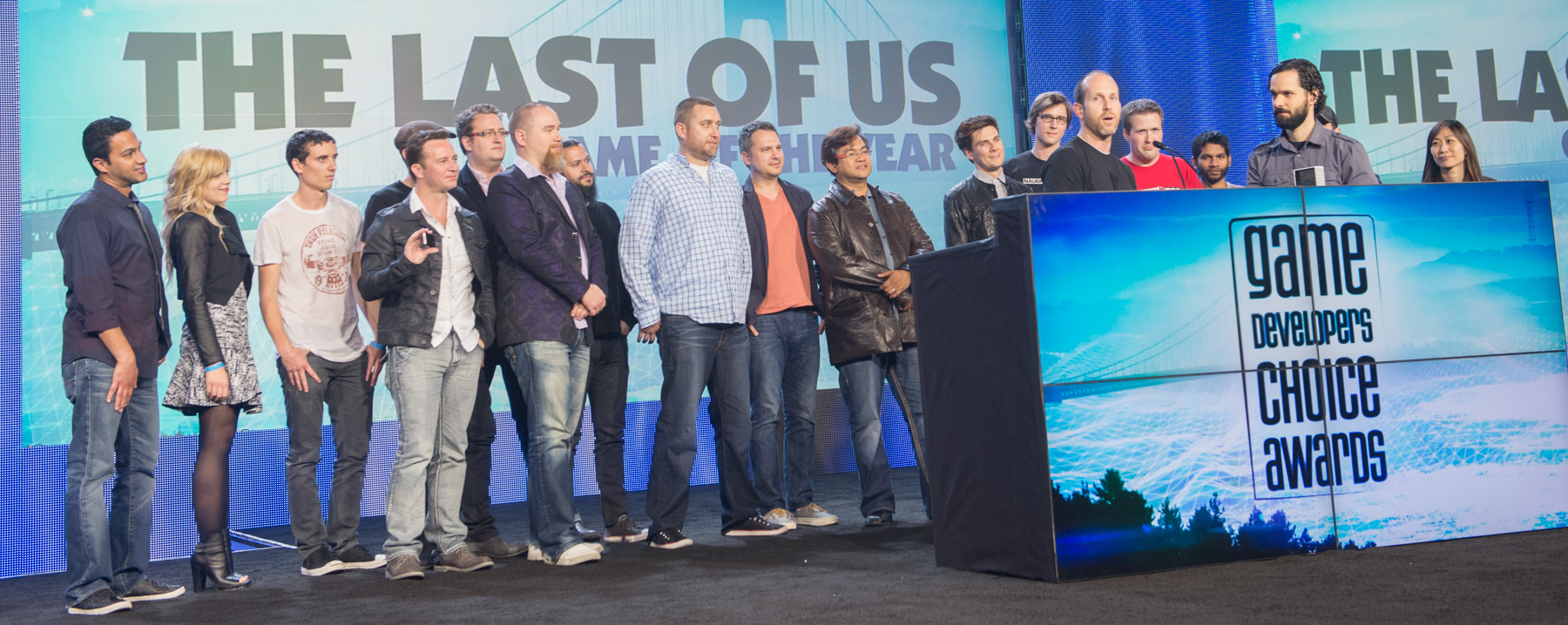
Część zespołu Naughty Dog przyjmująca nagrodę dla gry roku podczas Game Developers Choice Awards

Przed premierą The Last of Us otrzymało wiele wyróżnień podczas pokazów przedpremierowych na targach Electronic Entertainment Expo. W 2013 roku była to druga najwyżej oceniana gra w agregatorach recenzji Metacritic i GameRankings, wyprzedzana jedynie przez Grand Theft Auto V. Wyróżniona została pięciuset czterdziestoma dwoma tytułami gry roku, w tym m.in. podczas 41. ceremonii rozdania nagród Annie, 10. British Academy Video Games Awards (BAFTA), 17. DICE Awards i 14. Game Developers Choice Awards, jak również od stron, czasopism i programów telewizyjnych, w tym The A.V. Club, Canada.com, „The Daily Telegraph”, Destructoid, „The Escapist”, GamesRadar, GameTrailers, Game Revolution, Giant Bomb, Good Game, Hardcore Gamer, IGN, IGN Australia, International Business Times, Kotaku, VG247 i VideoGamer.com. The Last of Us uznane zostało za najlepszą grę roku na PlayStation przez GameSpot, GameTrailers, Hardcore Gamer i IGN, z kolei Naughty Dog za studio roku bądź najlepszego producenta roku przez „The Daily Telegraph”, „Edge” i Hardcore Gamer oraz podczas gal rozdania Golden Joystick Awards i Spike VGX.
Za swoje występy liczne nagrody i nominacje otrzymali aktorzy; Baker wygrał w plebiscytach Hardcore Gamer i podczas gali rozdania Spike VGX, zaś Johnson zdobyła BAFT-ę, DICE Award, VGX i wyróżnienie od „The Daily Telegraph”. Scenariusz nagrodzony został BAFT-ą, DICE Award, Game Developers Choice Award, Golden Joystick Award i nagrodą Amerykańskiej Gildii Scenarzystów, jak również w plebiscytach GameTrailers, Giant Bomb, Hardcore Gamer i IGN-u. Projekt dźwięku nagrodzono DICE Award, Inside Gaming Award i przez IGN, a oprawę graficzną DICE Award, Golden Joystick Award oraz przez Destructoid i IGN.
The Last of Us nagrodzono DICE Award również za najbardziej innowacyjną grę oraz jako najlepszą strzelankę trzecioosobową w plebiscycie GameTrailer. Hardcore Gamer uznał ją za najlepszą nową markę, w tej kategorii zdobyła również Golden Joystick Award i wyróżnienie od Giant Bomb. IGN wyróżnił grę za najlepszy dźwięk, tryb wieloosobowy na PlayStation 3 i jako najlepszą przygodową grę akcji na PlayStation 3 oraz najlepszą grę na tę konsolę. Jako najlepsza przygodowa gra akcji otrzymała również BAFT-ę i wyróżnienie od „The Escapist”; Hardcore Gamer uznał ją za najlepszą grę akcji, zdobyła także DICE Award jako najlepsza gra przygodowa. Remastered nominowano do The Game Awards 2014 w kategorii „najlepszy remaster”, zaś podczas gali rozdania Game Developers Choice Awards wyróżniono honorową wzmianką za najlepszą technologię. The Last of Us znalazło się w zestawieniach najlepszych gier dekady m.in. Gier-Online, „The Hollywood Reporter”, Mashable, Metacritic i VG247.
| Nagroda / organizacja                | Rok  | Kategoria                                         | Nominowani                | Wynik     |
| ------------------------------------ | ---- | ------------------------------------------------- | ------------------------- | --------- |
| Spike Video Game Awards              | 2012 | Najbardziej oczekiwana gra                        | The Last of Us            | nominacja |
| Golden Joystick Awards               | 2013 | Najlepsza nowa gra                                | The Last of Us            | wygrana   |
| Golden Joystick Awards               | 2013 | Najlepsza fabuła                                  | The Last of Us            | wygrana   |
| Golden Joystick Awards               | 2013 | Studio roku                                       | Naughty Dog               | wygrana   |
| Golden Joystick Awards               | 2013 | Gra roku                                          | The Last of Us            | nominacja |
| Golden Joystick Awards               | 2013 | Najlepszy projekt wizualny                        | The Last of Us            | nominacja |
| Golden Joystick Awards               | 2013 | Najlepszy moment                                  | „Strata Joela”            | nominacja |
| Spike VGX                            | 2013 | Studio roku                                       | Naughty Dog               | wygrana   |
| Spike VGX                            | 2013 | Najlepsza gra na PlayStation                      | The Last of Us            | wygrana   |
| Spike VGX                            | 2013 | Najlepszy aktor                                   | Troy Baker jako Joel      | wygrana   |
| Spike VGX                            | 2013 | Najlepsza aktorka                                 | Ashley Johnson jako Ellie | wygrana   |
| Spike VGX                            | 2013 | Gra roku                                          | The Last of Us            | nominacja |
| Spike VGX                            | 2013 | Najlepsza przygodowa gra akcji                    | The Last of Us            | nominacja |
| Spike VGX                            | 2013 | Najlepsza ścieżka dźwiękowa                       | The Last of Us            | nominacja |
| Annie                                | 2014 | Najlepsza animacja w grze komputerowej            | The Last of Us            | wygrana   |
| Amerykańska Gildia Scenarzystów      | 2014 | Najlepszy scenariusz gry komputerowej             | The Last of Us            | wygrana   |
| Akademia Sztuk i Nauk Interaktywnych | 2014 | Gra roku                                          | The Last of Us            | wygrana   |
| Akademia Sztuk i Nauk Interaktywnych | 2014 | Najlepszy projekt dźwięku                         | The Last of Us            | wygrana   |
| Akademia Sztuk i Nauk Interaktywnych | 2014 | Najlepsza fabuła                                  | The Last of Us            | wygrana   |
| Akademia Sztuk i Nauk Interaktywnych | 2014 | Najlepszy występ aktorski                         | Ashley Johnson jako Ellie | wygrana   |
| Akademia Sztuk i Nauk Interaktywnych | 2014 | Największa innowacja                              | The Last of Us            | wygrana   |
| Akademia Sztuk i Nauk Interaktywnych | 2014 | Przygodowa gra roku                               | The Last of Us            | wygrana   |
| Akademia Sztuk i Nauk Interaktywnych | 2014 | Najlepsza animacja                                | The Last of Us            | wygrana   |
| Akademia Sztuk i Nauk Interaktywnych | 2014 | Najlepszy kierunek artystyczny                    | The Last of Us            | wygrana   |
| Akademia Sztuk i Nauk Interaktywnych | 2014 | Najlepsza oprawa wizualna                         | The Last of Us            | wygrana   |
| Akademia Sztuk i Nauk Interaktywnych | 2014 | Najlepsza reżyseria                               | The Last of Us            | wygrana   |
| Akademia Sztuk i Nauk Interaktywnych | 2014 | Najlepsza rozgrywka                               | The Last of Us            | nominacja |
| Akademia Sztuk i Nauk Interaktywnych | 2014 | Najlepsza postać                                  | Troy Baker jako Joel      | nominacja |
| Akademia Sztuk i Nauk Interaktywnych | 2014 | Sieciowa gra roku                                 | The Last of Us            | nominacja |
| New York Game Awards                 | 2014 | Big Apple Award za najlepszą grę                  | The Last of Us            | wygrana   |
| New York Game Awards                 | 2014 | Herman Melville Award za najlepszy scenariusz gry | The Last of Us            | nominacja |
| New York Game Awards                 | 2014 | Tin Pan Alley Award za najlepszą muzykę w grze    | The Last of Us            | nominacja |
| New York Game Awards                 | 2014 | Statue of Liberty Award za najlepszy świat        | Salt Lake City            | nominacja |
| New York Game Awards                 | 2014 | Great White Way Award za najlepszą rolę           | Troy Baker jako Joel      | nominacja |
| SXSW Gaming Awards                   | 2014 | Gra roku                                          | The Last of Us            | wygrana   |
| SXSW Gaming Awards                   | 2014 | Najlepszy scenariusz                              | The Last of Us            | wygrana   |
| SXSW Gaming Awards                   | 2014 | Najlepsze efekty wizualne                         | The Last of Us            | wygrana   |
| SXSW Gaming Awards                   | 2014 | Najlepsza ścieżka dźwiękowa                       | The Last of Us            | wygrana   |
| SXSW Gaming Awards                   | 2014 | Najlepsza rozgrywka                               | The Last of Us            | nominacja |
| SXSW Gaming Awards                   | 2014 | Najlepsza animacja                                | The Last of Us            | nominacja |
| SXSW Gaming Awards                   | 2014 | Convergence Award                                 | The Last of Us            | nominacja |
| British Academy Video Games Awards   | 2014 | Akcja i przygoda                                  | The Last of Us            | wygrana   |
| British Academy Video Games Awards   | 2014 | Najlepszy kierunek artystyczny                    | The Last of Us            | nominacja |
| British Academy Video Games Awards   | 2014 | Najlepszy dźwięk                                  | The Last of Us            | wygrana   |
| British Academy Video Games Awards   | 2014 | Najlepsza gra                                     | The Last of Us            | wygrana   |
| British Academy Video Games Awards   | 2014 | Najlepszy projekt                                 | The Last of Us            | nominacja |
| British Academy Video Games Awards   | 2014 | Gra wieloosobowa                                  | The Last of Us            | nominacja |
| British Academy Video Games Awards   | 2014 | Muzyka                                            | The Last of Us            | nominacja |
| British Academy Video Games Awards   | 2014 | Aktor                                             | Ashley Johnson jako Ellie | wygrana   |
| British Academy Video Games Awards   | 2014 | Aktor                                             | Troy Baker jako Joel      | nominacja |
| British Academy Video Games Awards   | 2014 | Fabuła                                            | The Last of Us            | wygrana   |
| Game Developers Choice Awards        | 2014 | Gra roku                                          | The Last of Us            | wygrana   |
| Game Developers Choice Awards        | 2014 | Najlepszy projekt                                 | The Last of Us            | wygrana   |
| Game Developers Choice Awards        | 2014 | Najlepszy scenariusz                              | The Last of Us            | wygrana   |
| Game Developers Choice Awards        | 2014 | Najlepsza technologia                             | The Last of Us            | nominacja |
| Game Developers Choice Awards        | 2014 | Najlepszy projekt artystyczny                     | The Last of Us            | nominacja |
| Game Audio Network Guild Awards      | 2014 | Najlepszy dźwięk                                  | The Last of Us            | wygrana   |
| Game Audio Network Guild Awards      | 2014 | Najlepszy projekt dźwięku                         | The Last of Us            | wygrana   |
| Game Audio Network Guild Awards      | 2014 | Najlepszy miks dźwięku                            | The Last of Us            | wygrana   |
| Game Audio Network Guild Awards      | 2014 | Najlepsze dialogi                                 | The Last of Us            | wygrana   |
| Game Audio Network Guild Awards      | 2014 | Najlepsza muzyka                                  | The Last of Us            | nominacja |
| Game Audio Network Guild Awards      | 2014 | Najlepszy album ze ścieżką dźwiękową              | The Last of Us            | nominacja |
| Game Audio Network Guild Awards      | 2014 | Najlepsza muzyka interaktywna                     | The Last of Us            | nominacja |
| Game Audio Network Guild Awards      | 2014 | Najlepszy dźwięk w przerywnikach filmowych        | The Last of Us            | nominacja |
| Game Audio Network Guild Awards      | 2014 | Najlepsza aranżacja instrumentalna                | „Main Theme”              | nominacja |
| The Game Awards                      | 2014 | Najlepszy remaster                                | The Last of Us Remastered | nominacja |
| Game Developers Choice Awards        | 2015 | Najlepsza technologia                             | The Last of Us Remastered | wzmianka  |

## Sprzedaż
W ciągu tygodnia od premiery The Last of Us sprzedało się w ponad 1,3 mln egzemplarzy, co dało wówczas produkcji tytuł najlepszego debiutu 2013. W Stanach Zjednoczonych sprzedano 500 000 sztuk, z czego 338 000 egzemplarzy było zamówieniami przedpremierowymi, natomiast w Wielkiej Brytanii sprzedano 120 000 sztuk gry. Po trzech tygodniach gra znalazła ponad 3,4 mln nabywców, stając się największym debiutem nowej marki od czasu L.A. Noire (2011) oraz najszybciej sprzedającą się w 2013 roku grą na PlayStation 3, jak również najlepiej sprzedającą się grą w PlayStation Store. Rekord ten został następnie pobity przez Grand Theft Auto V. Ostatecznie The Last of Us znalazło się na 10. miejscu najlepiej sprzedających się gier 2013. W Wielkiej Brytanii znajdowało się na szczycie najchętniej kupowanych gier przez sześć tygodni z rzędu, bijąc rekordy ustanawiane przez tytuły przeznaczone na wiele platform. W ciągu 48 godzin od premiery gra zarobiła więcej niż 3 mln GBP, które w analogicznym okresie wygenerował film Człowiek ze stali (2013). Była to również najchętniej kupowana gra w Stanach Zjednoczonych, Francji, Irlandii, Włoszech, Holandii, Szwecji, Finlandii, Norwegii, Danii, Hiszpanii i Japonii.
Ostatecznie The Last of Us stało się jedną z najlepiej sprzedających się gier na PlayStation 3, a Remastered na PlayStation 4. W ciągu ośmiu miesięcy od premiery sprzedano 6 milionów egzemplarzy gry. Po nieco ponad roku od premiery ogłoszono, że sprzedano 7 milionów egzemplarzy The Last of Us. Do sierpnia 2014 sprzedano ponad 8 mln kopii (7 mln na PS3, ponad 1 mln na PS4). Po około 5 latach od premiery sprzedaż gry przekroczyła 17 milionów egzemplarzy. Według analityka Daniela Ahmada z Niko Partners do października 2019 gra rozeszła się w ponad 20 mln sztuk.

## Adaptacje
Od kwietnia do lipca 2013 nakładem wydawnictwa Dark Horse Comics ukazywały się zeszyty komiksowej miniserii The Last of Us: American Dreams. Komiks, napisany przez Druckmanna i ilustrowany przez Faith Erin Hicks, pełni funkcję prequelu gry, opowiadając o podróży Ellie i Riley. 28 lipca 2014 obsada odgrywała na żywo wybrane fragmenty gry przy akompaniamencie muzyki Santaollali. Wydarzenie zostało przeprowadzone i wyreżyserowane przez Druckmanna, a grafiki do niego przygotował Alex Hobbs. We wrześniu 2020 firma Cmon zapowiedziała The Last of Us: The Board Game – inspirowaną serią grę planszową mającą skupiać się na eksploracji, narracji i elementach survivalowych. W listopadzie 2022 zapowiedziano kolejną planszówkę, The Last of Us: Escape the Dark, tworzoną przez Naughty Dog i Themeborne. Escape the Dark przeznaczone ma być dla maksymalnie pięciu graczy wcielających się w Joela, Ellie, Tommy’ego, Tess, Billa albo Marlene, eksplorujących miejsca znane z gry i starających się uciec przed Łowcami albo zarażonymi do bezpiecznej strefy. Gra ma zostać sfinansowana ze zbiórki na Kickstarterze, która rozpoczęła się 8 listopada.

### Niezrealizowane filmy
6 marca 2014 Sony poinformowało, że wytwórnia Screen Gems zajmie się dystrybucją filmowej adaptacji The Last of Us, do której scenariusz napisze Druckmann, a jej producentem wykonawczym będzie Sam Raimi. W styczniu 2015 Druckmann ukończył drugi szkic scenariusza, na podstawie którego przeprowadzono odczyty z kilkoma aktorami. W kwietniu 2016 oświadczył, że po odczytach zrobiono niewiele więcej, a film utknął w piekle producenckim. W listopadzie tego samego roku Raimi ujawnił, że ekranizacja stanęła w martwym punkcie ze względu na różnicę zdań pomiędzy Sony a Druckmannem. W wywiadzie udzielonym w 2021 Druckmann przyznał, że projekt nie został zrealizowany, ponieważ studio chciało wyprodukować widowiskowy film akcji, co jego zdaniem stoi w sprzeczności z naturą The Last of Us, który powinien być mniejszym filmem niezależnym. Maisie Williams wyraziła zainteresowanie zagraniem Ellie, prowadziła w tej sprawie rozmowy zarówno z Druckmannem, jak i Raimim. W styczniu 2020 w Internecie pojawiły się grafiki z krótkometrażowej animacji tworzonej przez agencję producencką Oddfellows. Dwudziestominutowy film miał stanowić pomost pomiędzy pierwszą a drugą częścią gry oraz „reinterpretację każdego rozdziału The Last of Us w unikalnym stylu wizualnym”, ostatecznie został jednak skasowany przez Sony.

### Serial telewizyjny
W marcu 2020 ogłoszono, że do ekranizacji The Last of Us w formie serialu telewizyjnego przymierza się HBO, które dało produkcji zielone światło w listopadzie tego samego roku. Scenarzystami i producentami wykonawczymi zostali Druckmann i Craig Mazin, każdy z nich wyreżyserował również po jednym odcinku. Pozostałe wyreżyserowali Ali Abbasi, Peter Hoar, Liza Johnson, Jeremy Webb i Jasmila Žbanić. Producentami zostali także Carolyn Strauss i Rose Lam, prezes Naughty Dog Evan Wells oraz Asad Qizilbash i Carter Swan z PlayStation Productions. Serial współprodukowany jest przez Sony Pictures Television, PlayStation Productions, Naughty Dog, The Mighty Mint i Word Games, będąc zarazem pierwszym produkowanym przez PlayStation Productions. Muzykę napisał Santaolalla, w głównych rolach wystąpili Pedro Pascal i Bella Ramsey jako Joel i Ellie, Gabriel Luna jako Tommy, Merle Dandridge ponownie jako Marlene oraz Anna Torv jako Tess. Druckmann przyznał, że niektóre sceny i wydarzenia pochodzą bezpośrednio ze scenariusza gry, podczas gdy inne znacząco od niego odbiegają. Na prośbę HBO część pojawiających się w grze scen kładących mocny nacisk na akcję została zmieniona, żeby bardziej koncentrowały się na dramatach postaci. Serial kręcono w kanadyjskiej Albercie od lipca 2021 do czerwca 2022. Premiera serialu odbyła się 15 stycznia 2023 na HBO Max.

## Kontynuacja
W lutym 2014 Druckmann przyznał, że studio rozważa stworzenie kontynuacji, musi jednak znaleźć historię „naprawdę wartą opowiedzenia, która nie będzie się powtarzać”. We wrześniu 2015 ujawnił, że niewielki zespół rozpoczął tworzenie prototypów, ale został przeniesiony do prac nad Uncharted 4: Kresem złodzieja (2016). The Last of Us Part II zostało oficjalnie zapowiedziane przez Sony 3 grudnia 2016 podczas pokazu PlayStation Experience. Akcja rozgrywa się pięć lat po zakończeniu pierwszej części, a gracz wciela się w Ellie. Muzykę ponownie napisał Santaolalla, a za scenariusz poza Druckmannem odpowiadała również Halley Gross. Part II trafiła do sprzedaży w czerwcu 2020, zyskując powszechne uznanie krytyków, chwalących grę aktorską, postacie, oprawę wizualną i rozgrywkę, chociaż fabuła poróżniła recenzentów i graczy.